# Рыбак, Анатолий Яковлевич
Анато́лий Я́ковлевич Рыба́к (рум. Anatolii Iacovlevici Rîbac; 27 февраля 1946, Керчь, СССР) — советский футболист, защитник, молдавский тренер. Мастер спорта СССР (1976).

## Карьера
В 1965 году провёл 11 матчей и забил 1 гол за керченский «Авангард». С 1966 по 1968 год выступал за одесский СКА, сыграл в 55 встречах, забил 1 мяч.
С 1969 по 1970 год играл за кишинёвскую «Молдову», в 78 матчах забил 6 голов. Сезон 1971 года провёл во львовских «Карпатах», в составе которых дебютировал в Высшей лиге СССР, где сыграл 20 встреч и забил 3 мяча.
С 1972 по 1974 год снова выступал за кишинёвский клуб, который уже назывался «Нистру», в его составе стал серебряным призёром Первой лиги СССР, всего за «Нистру» в тот период сыграл 101 матч и забил 7 голов, из них 30 встреч провёл в Высшей лиге.
С 1975 по 1977 год играл за одесский «Черноморец», провёл 71 матч и забил 3 мяча в чемпионате СССР. С 1978 по 1979 год выступал за «Кубань», в составе которой сыграл 65 встреч и во второй раз в карьере стал серебряным призёром Первой лиги в 1979 году.
С 1980 по 1983 год снова выступал за «Нистру», в составе которого опять стал серебряным призёром Первой лиги СССР, за что получил, по собственным словам, 2000 рублей премиальных, всего за это время проведя 140 матчей и забив 4 гола, из которых 21 игру в Высшей лиге.

## Достижения
- 2-е место в Первой лиге СССР (выход в Высшую лигу): 1973, 1979, 1982

## После карьеры
После завершения карьеры профессионального футболиста работает детским тренером в «Зимбру». Кроме того, играет на любительском уровне за ветеранские команды.